# Žabčice
Žabčice (en allemand : Schabschitz) est une commune du district de Brno-Campagne, dans la région de Moravie-du-Sud, en République tchèque. Sa population s'élevait à 1 651 habitants en 2020.

## Géographie
Žabčice se trouve à 4 km au sud-sud-ouest de Židlochovice, à 21 km au sud de Brno et à 197 km au sud-est de Prague.
La commune est limitée par Unkovice au nord, par Nosislav et Přísnotice à l'est, par Vranovice et Přibice au sud, et par Pohořelice à l'ouest.

## Histoire
La première mention écrite de la localité date de 1356.